# Roulette (canción)
Roulette es una canción de Katy Perry lanzada como sencillo promocional en Rusia. Es la tercera pista del álbum  "Witness", lanzado en 2017.

## Lanzamiento y promoción
Katy presentó la canción por primera vez durante una fiesta de karaoke en Francia, y los fanáticos le pidieron que la extrajera como un sencillo. Mientras tanto, "Roulette" se transmitió en radios de todo el mundo, incluidas las rusas. Aquí logró un éxito increíble, llegando al número 1 en la clasificación, superando el remix de "Attention" de Charlie Puth. Este último quedó tan impresionado con el resultado de "Roulette" que decidió colaborar en el futuro con Katy Perry. La cantante aceptó y en 2019 comenzó a escribir con él "Small Talk" publicado en el mismo año. "Roulette" al final del año cayó diecisiete posiciones en el ranking, colocando el decimoctavo en el ranking de los sencillos más vendidos en Rusia y recibiendo un platino en Rusia
"Roulette" se incluyó en las bandas sonoras de S.M.A.R.T. Chase, una película china de 2017, y en Inséparables, un filme francés de 2019.

## Recepción crítica
La canción fue recibida muy positivamente por críticos especialistas. Alessandro Buzzella de RnbJunk lo define como "El medio tiempo más poderoso del proyecto", y también agrega "Seguramente la canción más adecuada como el próximo sencillo," Roulette", tiene todas las características para ser un éxito: base de los 80 y golpes, pre-estribillo estribillo muy interesante y fresco y pegadizo. La interpretación de Perry también es muy valiente, lo que hace que el personal de la canción sea menos plano. Promocionado con gran éxito ". Al final, sin embargo, Katy Perry no extrajo la canción como un sencillo, y esto causó la ira de los fan. En un tuit sobre los peores errores de la carrera de Katy Perry, muchos fan respondieron que entre ellos estaba el de no lanzar "Roulette" como sencillo. OndaRock indicó que la canción era similar a las de Lady Gaga, más precisamente a "The Fame" pero con un corte melódico capaz de mantener a distancia la canción de Lady Gaga.

## Actuaciones en vivo
Katy Perry interpretó la canción en vivo durante Witness: The Tour, como un acto inicial junto con parte de "Witness". Durante la actuación se usaron dados gigantes del juego, con los bailarines saltando de uno a otro y fuegos artificiales.

## Posicionamiento
| Listas (2017)  | Mejor posición |
| -------------- | -------------- |
| CEI (Tophit)   | 18             |
| Rusia (Tophit) | 16             |